# Slatina (Františkovy Lázně)
Slatina (németül Schlada) Františkovy Lázně településrésze Csehországban a Karlovy Vary-i kerület Chebi járásában. A városközponttól 1 km-re délkeletre, 450 m tengerszint feletti magasságban fekszik. A 2001-es népszámlálási adatok szerint 78 lakóháza és 378 lakosa van. Gyógyforrásairól nevezetes, amelyek Františkovy Lázně fürdőváros hírnevét alapozták meg.

## Története
Írott források elsőként 1224-ben említik, ekkor a Waldsasseni-kolostor birtoka volt. 1268-ban Eger (csehül Cheb) nemesek tulajdonába került, a 14. század végén Eger városa birtokolta. Gyógyforrását a Slatina-patak hídjának építésekor fedezték fel. Iskolaépületét 1874-ben építették. 1869 és 1930 között önálló község volt, 1951-ben Františkovy Lázně városhoz csatolták.